# Aritmie cardiacă
 Aritmia cardiacă , cunoscută și sub numele de  disritmie cardiacă  sau  bătăi neregulate ale inimii, reprezintă un grup de afecțiuni în care bătăile inimii sunt neregulate, prea rapide sau prea lente. Bătăile inimii prea rapide - peste 100 de bătăi pe minut la adulți – se numește tahicardie iar bătăile inimii prea lente - sub 60 de bătăi pe minut – se numește bradicardie. Multe dintre afecțiunile de tip aritmie nu prezintă simptome. Atunci când simptomele sunt prezente, acestea pot include palpitații sau senzație de pauză între bătăi. Simptomele mai serioase pot include senzații de vertij, leșin, shortness of breath sau dureri în piept. În timp ce majoritatea aritmiilor nu prezintă motive de îngrijorare, unele duc la complicații, cum ar fi accidentul vascular cerebral sau insuficiență cardiacă. Altele pot duce la stopul cardiac.
Există patru tipuri principale de aritmie: extra sistole, tahicardii atriale, aritmii ventriculare și bradiaritmii. Extra sistolele includ contracții atriale premature și contracții ventriculare premature. Tahicardiile atriale includ fibrilația atrială, flutterul atrial și tahicardie supraventriculară paroxistică. Aritmiile ventriculare includ fibrilație ventriculară și tahicardie ventriculară. Aritmiile sunt cauzate de afecțiuni ale conducției influxului electric prin inimă. Aritmiile pot apărea la copii; cu toate acestea, intervalul normal al ritmului cardiac este diferit și depinde de vârstă. O serie de teste pot ajuta la diagnosticare, inclusiv o electrocardiogramă (ECG) și monitor holter.
Majoritatea aritmiilor pot fi tratate eficient. Tratamentele pot include medicamente, proceduri medicale, cum ar fi stimulatorul cardiac și intervențiile chirurgicale. Medicamentele pentru o frecvență cardiacă crescută pot include beta-blocante sau agenți antiaritmici, care încearcă să restabilească un ritm cardiac normal, precum procainamida. Această ultimă grupă ar putea avea mai multe efecte adverse, în special dacă sunt administrate pentru o perioadă mai lungă de timp. Stimulatoarele cardiace sunt folosite adesea pentru ritmul cardiac lent. Aceia care suferă de bătăi neregulate ale inimii sunt tratați adeseori cu anticoagulante pentru a reduce riscul complicațiilor. Aceia care suferă de simptome severe de aritmie pot fi tratați urgent cu impulsuri de energie electrică sub forma cardioversiei sau defibrilării.
Aritmiile afectează milioane de oameni. Începând cu anul 2014, fibrilația atrială afectează aproximativ 2-3% din populația din Europa și America de Nord. Fibrilația atrială și fluterrul atrial au cauzat 112.000 de decese în 2013, de la 29.000 în 1990. Moartea subită cardiacă este cauza a aproximativ jumătate dintre decesele provocate de o afecțiune cardiovasculară sau aproximativ 15% dintre toate decesele la nivel global. Aproximativ 80% dintre morțile subite cardiace sunt rezultatul aritmiilor ventriculare. Aritmiile pot apărea la orice vârstă, dar sunt mai comune la persoanele în vârstă.